# Operation Avalanche (Afghanistan)
 For alternative betydninger, se Operation Avalanche. (Se også artikler, som begynder med Operation Avalanche)
Operation Avalanche var en fire uger lang amerikansk ledet offensiv i december 2003 for at angribe militant aktivitet i det sydøstlige af Afghanistan og etablere nødhjælp. Den amerikanske regering beskrev operationen som den største landoperation i Afghanistan siden Talibans fald i slutningen af 2001. Offensiven førte til 100 tilfangetagne mistænkte og 10 dræbte. To soldater fra Afghanistans hær blev dræbt. 15 børn blev dræbt i raids mod mistænkte militanter.
Operationen involverede 2.000 amerikanske soldater støttet af afghanske styrker, men det lykkes ikke at fjerne nogen Taliban eller allierede militanter.
Patruljer blev udført og grotter gennemsøgt på over et 100 km² område. Kun få ting blev fundet i grotterne.
| Militær | Spire Denne artikel om militær er en spire som bør udbygges. Du er velkommen til at hjælpe Wikipedia ved at udvide den. |